# دوکاتی ۷۴۸

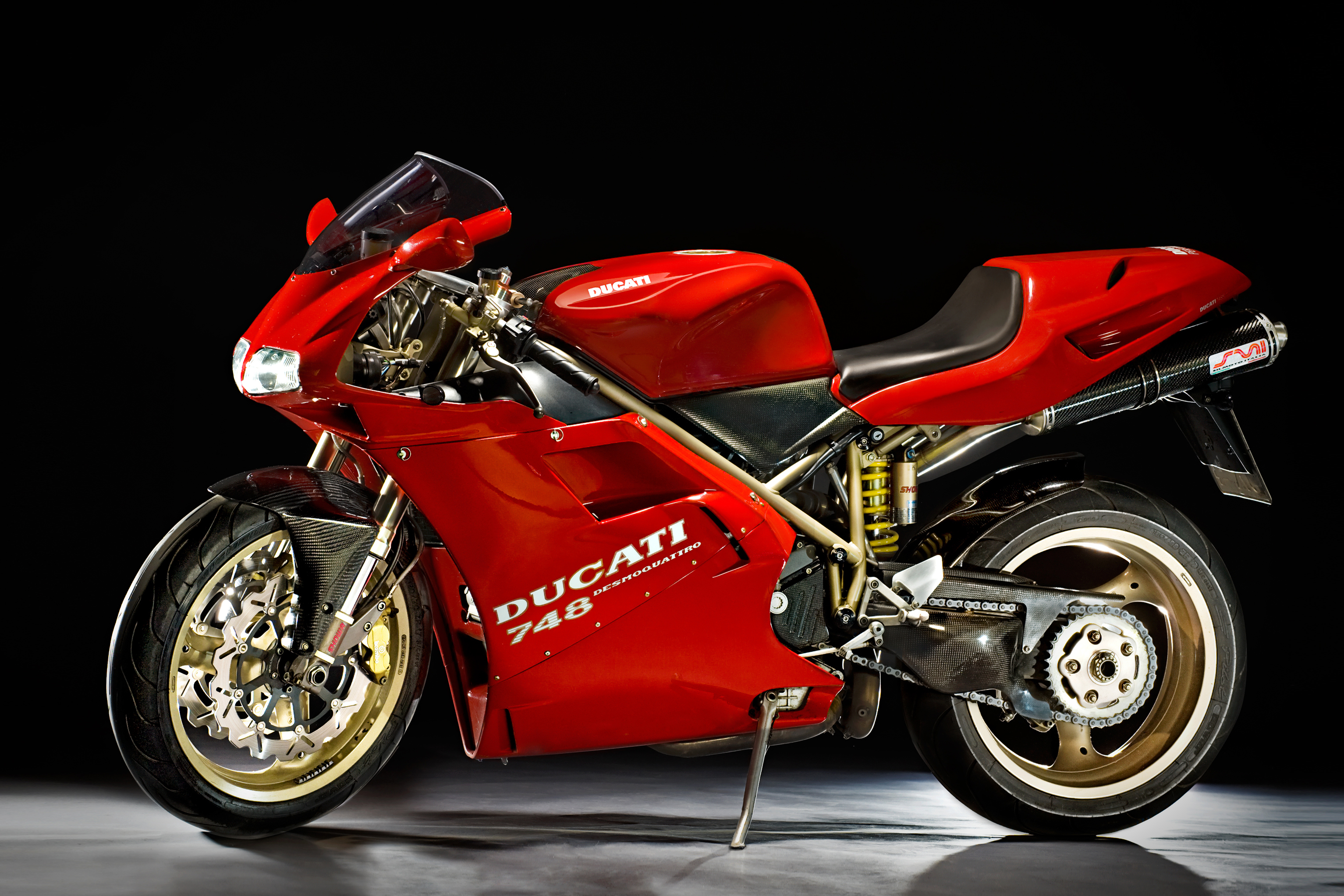

دوکاتی ۷۴۸ (به انگلیسی: Ducati 748) یک مدل موتورسیکلت مسابقه‌ای ایتالیایی ساخت شرکت دوکاتی که در سال‌های ۱۹۹۴ تا ۲۰۰۲ میلادی تولید می‌شد و مدل کوچک‌تر آن با نام دوکاتی ۹۱۶ در سال ۲۰۰۳ نیز تولید شد.
این موتورسیکلت دارای یک انجین ۷۴۸ سی‌سی، دوسیلندر، ۱۰۳ اسب بخار، وزن ۱۹۶ کیلوگرم و سرعت نهایی ۲۴۰ کیلومتر در ساعت است. 